# کارل-اووه استیب

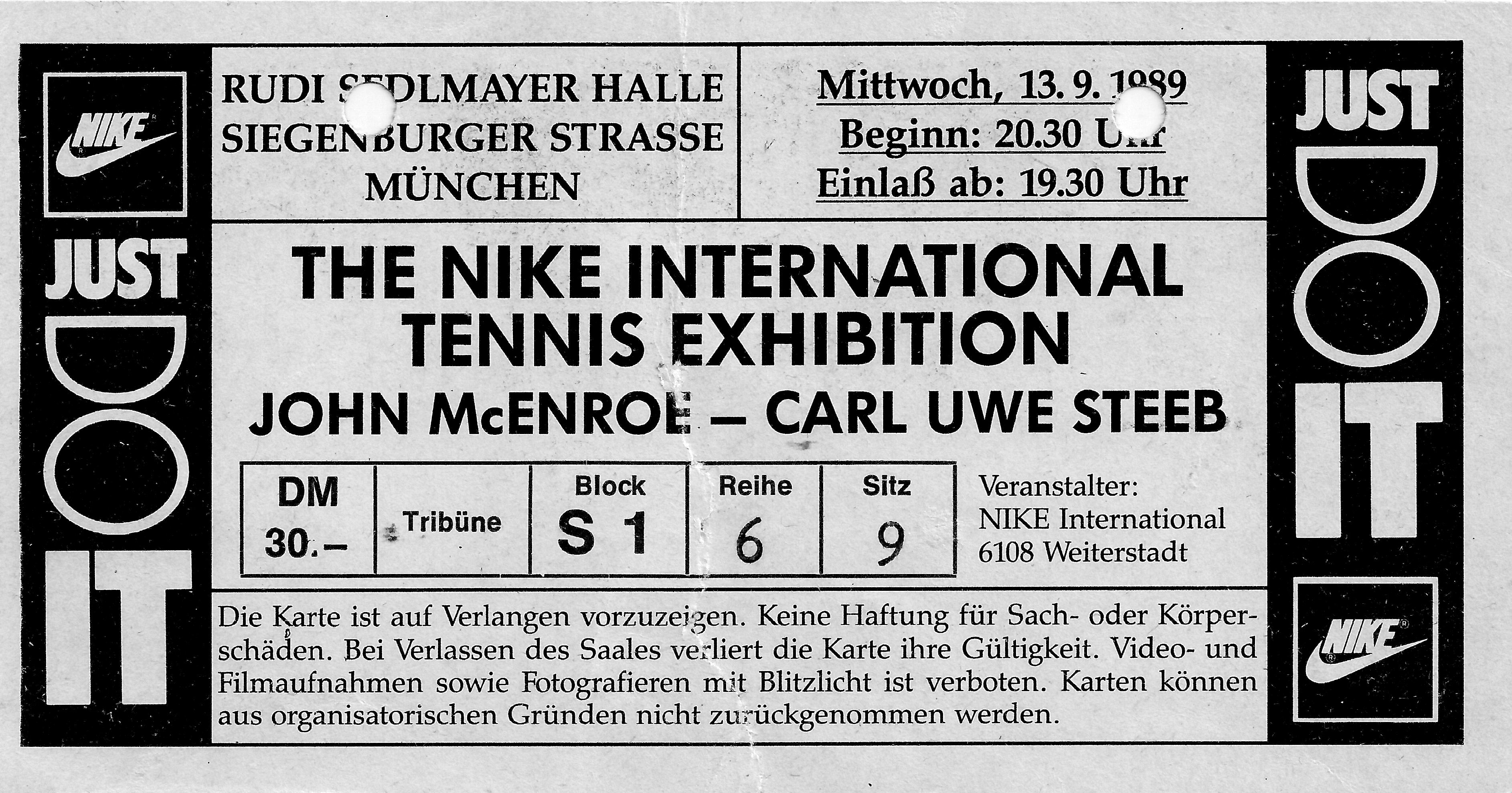
بلیط یکی از مسابقات «کارل-اووه استیب» در سال ۱۹۸۹

 کارل-اووه استیب (انگلیسی: Carl-Uwe Steeb؛ زاده ۱ سپتامبر ۱۹۶۷) یک تنیس‌باز اهل آلمان است. 